# Lernapat
Lernapat (en arménien Լեռնապատ ) est une communauté rurale du marz de Lorri en Arménie. En 2008, elle compte 2 332 habitants.